# Alquería (estación)
La estación sencilla Alquería hace parte del sistema de transporte masivo de Bogotá llamado TransMilenio inaugurado en el año 2000.

## Ubicación
La estación está ubicada en el sector sur de la ciudad, más específicamente sobre la Autopista Sur entre carreras 52A y 51DBIS. Se accede a ella por medio de un puente peatonal ubicado en la Carrera 52A
Atiende la demanda de los barrios Alquería, Ospina Pérez Sur, Venecia, Escuela General Santander y sus alrededores.
En las cercanías están el CADE Muzú, la Av.Carrera 52C (un eje comercial bastante importante en el sector), el Parque La Alquería y el CAI Alquería.

## Origen del nombre
La estación recibe su nombre del barrio ubicado al costado norte, llamado la Alquería.

## Historia
La inauguración de la estación se realizó el 15 de abril de 2006, siendo parte del tramo comprendido entre las estaciones Alquería y Portal Sur - JFK Cooperativa Financiera de la Troncal NQS.

## Servicios de la estación

### Servicios troncales
| Tipo                                            | Rutas al Norte | Rutas al Oriente | Rutas al Sur |
| ----------------------------------------------- | -------------- | ---------------- | ------------ |
| Ruta fácil                                      | 4              |                  | 4            |
| Expresos lunes a sábado todo el día             | B11            | L41              | G11 G41      |
| Expresos lunes a viernes hora pico de la mañana |                | A52              |              |
| Expresos lunes a viernes hora pico de la tarde  |                |                  | G52          |

### Esquema
| ← Norte |         |             |
| B11L41  | 4A52    | Carrera 52A |
| Vagón 2 | Vagón 1 | Puente      |
| G11G41  | 4G52    | Carrera 52A |
| Sur →   |         |             |

### Servicios urbanos
Así mismo funcionan las siguientes rutas urbanas del SITP en los costados externos a la estación, circulando por los carriles de tráfico mixto sobre la Avenida NQS, con posibilidad de trasbordo usando la tarjeta TuLlave:
| Código | Sector              | Dirección              | Rutas                                                 |
| ------ | ------------------- | ---------------------- | ----------------------------------------------------- |
| 046A10 | H Estación Alquería | Autopista Sur - KR 51  | A601A61712-1H604H632H639H726L636 579 599 C701 P7 T163 |
| 059A09 | G Estación Alquería | Autopista Sur - KR 51F | H601H604H617H636H639H726 97 579 599 C701 P7 T163      |

## Ubicación geográfica
| Noroeste: N Calle 42 Sur | Norte: F Pradera - Plaza Central | Nordeste: Puente Aranda   |
| Oeste: G Venecia         |                                  | Este: G General Santander |
| Suroeste: Tunjuelito     | Sur: H Parque                    | Sureste: Tunjuelito       |